# Alex de Minaur
Alex de Minaur ([də mɪˈnɔːr] ) (Sydney, 17 de fevereiro de 1999) é um tenista australiano com dupla cidadania, australiana e espanhola. Seu melhor ranking em simples foi o de número 6 do mundo, obtido em julho de 2024. 
Um de seus maiores feitos até agora foi vencer o atp 500 de Acapulco 2023 e defender o título em 2024. E no mesmo ano derrotar ninguém menos que Rafael Nadal "no saibro" no aberto de Barcelona por 7/5 6/1.
De Minaur é conhecido por ser muito rápido, provavelmente o mais veloz "correndo" da tour.

## Biografia
Alex de Minaur nasceu em Sydney, Austrália de pai uruguaio, Anibal, e mãe espanhola, Esther. Ele tem três irmãos, Daniel, Sarah e Christina. Ele vive com sua família em Alicante, Espanha. De Minaur começou a jogar tênis aos 4 anos.

## Carreira profissional

### 2015–2017: Futures iniciais & sucesso em Challenger, tornando-se pro

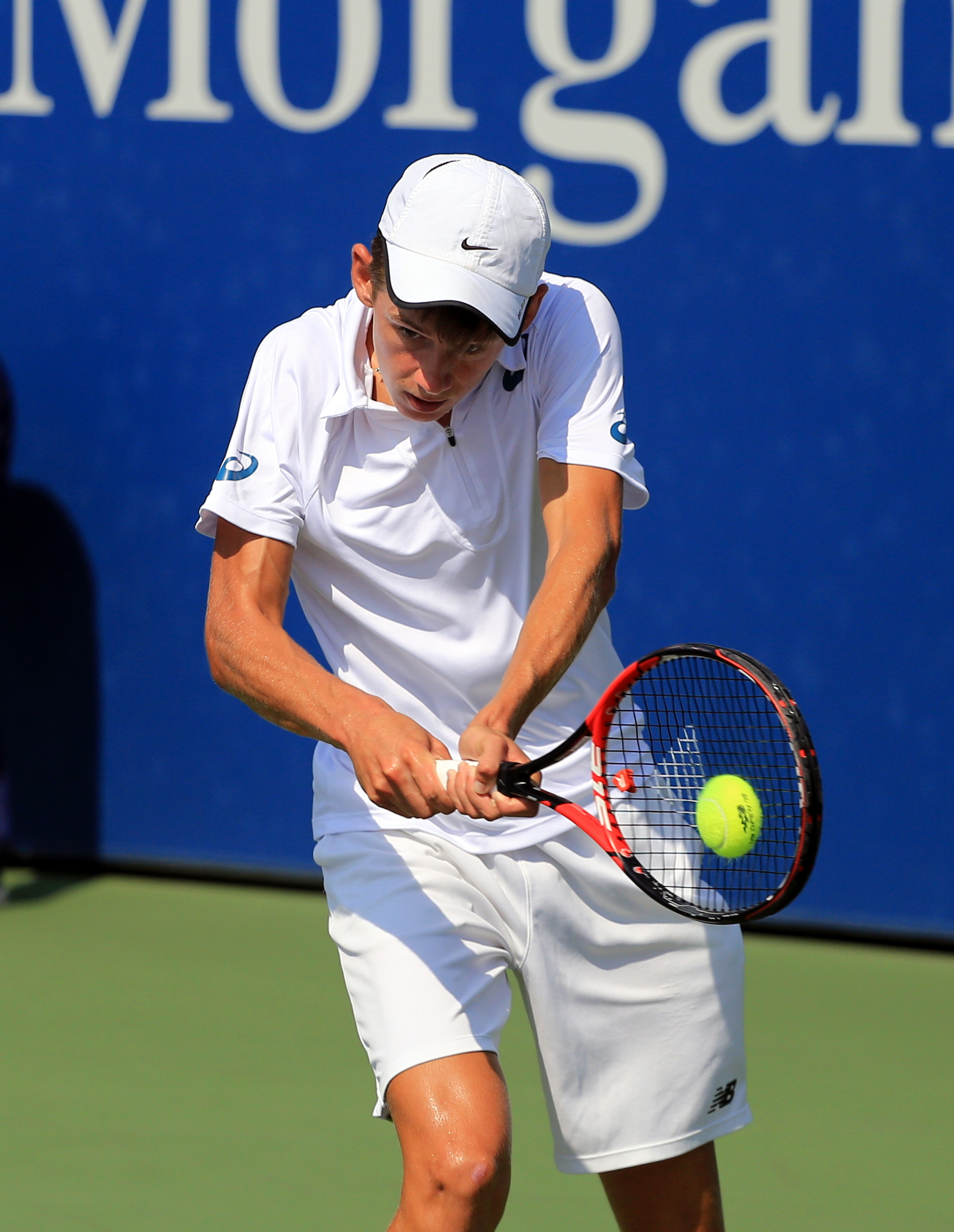
de Minaur competindo em simples juvenil masculino no US Open 2015

De Minaur joga tênis sob a bandeira da Austrália. Fez sua estreia no profissional em julho de 2015 no Espanha F22, alcançando as quartas de final. Foi dado a ele um wildcard para a qualificação do Australian Open de 2016, mas perdeu na primeira rodada. De Minaur então passou a maioria da temporada de 2016 jogando no circuito ITF, na Espanha, alcançando duas finais. Ele fez sua primeira final no ATP Challenger Tour, em Eckental, Alemanha, após passar a qualificação.
De Minaur iniciou o ano no Brisbane International, onde derrotou Mikhail Kukushkin e Frances Tiafoe na qualificação para alcançar sua primeira entrada em uma chave principal ATP. Ele perdeu na primeira rodada para Mischa Zverev. Na semana seguinte, ele recebeu um wildcard para o Apia International Sydney onde derrotou o número 46 do mundo Benoît Paire para conquistar sua primeira vitória a nível ATP Tour. De Minaur fez sua estreia em Grand Slam no Australian Open de 2017 depois de ter recebido um wildcard. Ele encarou Gerald Melzer, na primeira rodada, e venceu em cinco sets depois de salvar um match point no quarto set. Ele perdeu para Sam Querrey na segunda rodada.
Em maio, de Minaur fez sua estreia em Roland Garros, após ser agraciado com um wildcard. Ele perdeu na rodada de abertura para Robin Haase, em set diretos. Em junho, de Minaur perdeu na primeira rodada nos Challengers de Nottingham e Ilkley e na segunda rodada da qualificação de Wimbledon. De Minaur foi agraciado com um wildcard para o US Open de 2017, perdendo na primeira rodada para Dominic Thiem.
Em dezembro, de Minaur venceu o play off pro Australian Open para um wildcard na qualificação principal do Australian Open de 2018. Nesse ano de 2018 ele terminou 208 no ranking singles.

### 2021
Em 2021 de Minaur venceu seu quarto título na abertura da temporada com o Antalya Open, derrotando Alexander Bublik na final.

### 2024
Em 2024, Alex de Minaur solidificou sua posição como um dos principais tenistas do circuito ao defender com sucesso seu título no ATP 500 de Acapulco, vencendo Casper Ruud por 2 sets a 0, com parciais de 6-4, 6-4.

## Representação nacional

### ATP Cup
De Minaur fez sua estreia na ATP Cup pela Austrália em janeiro de 2020, com 20 anos. Ele marcou uma grande vitória de virada contra o número 7 do mundo, Alexander Zverev que ajudou a Austrália na vitória por 3-0 contra a Alemanha.

### Copa Davis
Ele fez sua estreia na Copa Davis pela Austrália em fevereiro de 2018, com 18 anos. Ele enfrentou o número 5 do mundo, Alexander Zverev da Alemanha na rodada de abertura e caiu pouco antes de uma virada espetacular, perdendo no quinto set em desempate depois de liderar 3-0, (40-Ad.) no set decisivo.

### Olimpíadas
De Minaur expressou seu desejo de representar a Austrália nas Olimpíadas de Tóquio 2020.

## Finais significativas

### Finais de Masters 1000

#### Duplas: 1 (1 título)
| Resultado | Ano  | Torneio            | Superfície | Parceiro            | Oponentes                 | Placar   |
| --------- | ---- | ------------------ | ---------- | ------------------- | ------------------------- | -------- |
| Vitória   | 2020 | Cincinnati Masters | Duro       | Pablo Carreño Busta | Jamie Murray Neal Skupski | 6–2, 7–5 |

## Finais ATP Tour

### Simples: 10 (6 títulos, 4 vices)
| Legenda                           |
| --------------------------------- |
| Grand Slam Tournaments (0–0)      |
| ATP World Tour Finals (0–0)       |
| ATP World Tour Masters 1000 (0–0) |
| ATP World Tour 500 Series (0–2)   |
| ATP World Tour 250 Series (6–2)   |

| Títulos por Superfície |
| ---------------------- |
| Duro (5–4)             |
| Saibro (0–0)           |
| Grama (1–0)            |

| Títulos por configuração |
| ------------------------ |
| Outdoors (5–2)           |
| Indoors (0–2)            |

| Resultado | V–D | Data     | Torneio                               | Categoria  | Superfície | Oponente         | Placar             |
| --------- | --- | -------- | ------------------------------------- | ---------- | ---------- | ---------------- | ------------------ |
| Derrota   | 0–1 | Jan 2018 | Sydney International, Austrália       | 250 Series | Duro       | Daniil Medvedev  | 6–1, 4–6, 5–7      |
| Derrota   | 0–2 | Ago 2018 | Washington Open, Estados Unidos       | 500 Series | Duro       | Alexander Zverev | 2–6, 4–6           |
| Vitória   | 1–2 | Jan 2019 | Sydney International, Austrália       | 250 Series | Duro       | Andreas Seppi    | 7–5, 7–6(7–5)      |
| Vitória   | 2–2 | Jul 2019 | Atlanta Open, Estados Unidos          | 250 Series | Duro       | Taylor Fritz     | 6–3, 7–6(7–2)      |
| Vitória   | 3–2 | Set 2019 | Zhuhai Championships, China           | 250 Series | Duro       | Adrian Mannarino | 7–6(7–4), 6–4      |
| Derrota   | 3–3 | Out 2019 | Swiss Indoors, Suíça                  | 500 Series | Duro (i)   | Roger Federer    | 2–6, 2–6           |
| Derrota   | 3–4 | Out 2020 | European Open, Bélgica                | 250 Series | Duro (i)   | Ugo Humbert      | 1–6, 6–7(4–7)      |
| Vitória   | 4–4 | Jan 2021 | Antalya Open, Turquia                 | 250 Series | Duro       | Alexander Bublik | 2–0 ret.           |
| Vitória   | 5–4 | Jun 2021 | Eastbourne International, Reino Unido | 250 Series | Grama      | Lorenzo Sonego   | 4–6, 6–4, 7–6(7–5) |
| Vitória   | 6–4 | Jul 2022 | Atlanta Open (2), Estados Unidos      | 250 Series | Duro       | Jenson Brooksby  | 6–3, 6–3           |

### Duplas: 1 (1 título)
| Legenda                           |
| --------------------------------- |
| Grand Slam (0–0)                  |
| ATP World Tour Finals (0–0)       |
| ATP World Tour Masters 1000 (1–0) |
| ATP World Tour 500 Series (0–0)   |
| ATP World Tour 250 Series (0–0)   |

| Títulos por superfície |
| ---------------------- |
| Duro (1–0)             |
| Saibro (0–0)           |
| Grama (0–0)            |

| Títulos por configuração |
| ------------------------ |
| Outdoor (1–0)            |
| Indoor (0–0)             |

| Resultado | V–D | Data     | Torneio                            | Tipo         | Superfície | Partner             | Oponentes                 | Placar   |
| --------- | --- | -------- | ---------------------------------- | ------------ | ---------- | ------------------- | ------------------------- | -------- |
| Vitória   | 1–0 | Ago 2020 | Cincinnati Masters, Estados Unidos | Masters 1000 | Duro       | Pablo Carreño Busta | Jamie Murray Neal Skupski | 6–2, 7–5 |

## Finais ATP Next Generation

### Simples: 2 (2 vices)
| Resultado | Data     | Torneio                            | Superfície | Oponente           | Placar                       |
| --------- | -------- | ---------------------------------- | ---------- | ------------------ | ---------------------------- |
| Derrota   | Nov 2018 | Next Generation ATP Finals, Itália | Duro (i)   | Stefanos Tsitsipas | 4–2, 1–4, 3–4(3–7), 3–4(3–7) |
| Derrota   | Nov 2019 | Next Generation ATP Finals, Itália | Duro (i)   | Jannik Sinner      | 2–4, 1–4, 2–4                |

## Finais ATP Challengers e ITF Futures

### Simples: 8 (2 títulos, 6 vices)
| Legenda               |
| ATP Challengers (1–4) |
| ITF Futures (1–2)     |

| Títulos por Piso |
| ---------------- |
| Duro (1–1)       |
| Saibro (0–3)     |
| Grama (1–1)      |
| Carpete (0–1)    |

| Resultado | V–D | Data     | Torneio                             | Categoria  | Superfície  | Oponente                 | Placar        |
| --------- | --- | -------- | ----------------------------------- | ---------- | ----------- | ------------------------ | ------------- |
| Derrota   | 0–1 | Fev 2016 | Murcia F4, Espanha                  | Futures    | Saibro      | Steven Diez              | 3–6, 4–6      |
| Derrota   | 0–2 | Mai 2016 | Vic F14, Espanha                    | Futures    | Saibro      | Jaume Munar              | 6–7(5–7), 5–7 |
| Derrota   | 0–3 | Nov 2016 | Bauer Watertechnology Cup, Alemanha | Challenger | Carpete (i) | Steve Darcis             | 4–6, 2–6      |
| Vitória   | 1–3 | Jul 2017 | Póvoa de Varzim F11, Portugal       | Futures    | Duro        | Frederico Ferreira Silva | 6–1, 2–6, 6–2 |
| Derrota   | 1–4 | Ago 2017 | Open Castilla y León, Espanha       | Challenger | Duro        | Jaume Munar              | 3–6, 4–6      |
| Derrota   | 1–5 | Abr 2018 | JC Ferrero Challenger Open, Espanha | Challenger | Saibro      | Pablo Andújar            | 6–7(5–7), 1–6 |
| Derrota   | 1–6 | Jun 2018 | Surbiton Trophy, Reino Unido        | Challenger | Grama       | Jérémy Chardy            | 4–6, 6–4, 2–6 |
| Vitória   | 2–6 | Jun 2018 | Nottingham Open, Reino Unido        | Challenger | Grama       | Dan Evans                | 7–6(7–4), 7–5 |

### Duplas: 3 (2 títulos, 1 vice)
| Legenda               |
| ATP Challengers (0–0) |
| ITF Futures (2–1)     |

| Títulos por Piso |
| ---------------- |
| Duro (2–0)       |
| Saibro (0–1)     |
| Grama (0–0)      |
| Carpete (0–0)    |

| Resultado | V–D | Data     | Torneio                       | Categoria | Superfície | Parceiro              | Oponentes                                | Placar   |
| --------- | --- | -------- | ----------------------------- | --------- | ---------- | --------------------- | ---------------------------------------- | -------- |
| Vitória   | 1–0 | Abr 2016 | Madrid F8, Espanha            | Futures   | Duro       | Carlos Boluda-Purkiss | Carlos Gómez-Herrera Akira Santillan     | 6–4, 6–4 |
| Derrota   | 1–1 | Mai 2016 | Saint-Dizier F12, Espanha     | Futures   | Saibro     | Carlos Boluda-Purkiss | Ramkumar Ramanathan David Vega Hernández | 3–6, 1–6 |
| Vitória   | 2–1 | Jul 2017 | Póvoa de Varzim F11, Portugal | Futures   | Duro       | Roberto Ortega Olmedo | Edward Bourchier Daniel Nolan            | 6–2, 6–1 |

## Finais Grand Slam Juvenil

### Simples: 1 (1 vice)
| Resultado | Ano  | Torneio   | Superfície | Oponente         | Placar        |
| --------- | ---- | --------- | ---------- | ---------------- | ------------- |
| Derrota   | 2016 | Wimbledon | Grama      | Denis Shapovalov | 6–4, 1–6, 3–6 |

### Duplas: 1 (1 título)
| Resultado | Ano  | Torneio         | Superfície | Parceiro    | Oponentes               | Placar            |
| --------- | ---- | --------------- | ---------- | ----------- | ----------------------- | ----------------- |
| Vitória   | 2016 | Australian Open | Duro       | Blake Ellis | Lukáš Klein Patrik Rikl | 3–6, 7–5, [12–10] |

## Linha do tempo em desempenho

### Simples
- Atualizado até ATP Tour de 2020.

| Grand Slam                  |               |               |               |               |               |      |          |          |
| Australian Open             | Q1            | 2R            | 1R            | 3R            | A             |      | 0 / 3    | 3–3      |
| Roland-Garros               | A             | 1R            | 1R            | 2R            | 1R            |      | 0 / 3    | 1–3      |
| Wimbledon                   | A             | Q2            | 3R            | 2R            | NR            |      | 0 / 2    | 3–2      |
| US Open                     | A             | 1R            | 3R            | 4R            | QF            |      | 0 / 4    | 9–4      |
| Vitórias–Derrotas           | 0–0           | 1–3           | 4–4           | 7–4           | 4–2           | 0–0  | 0 / 13   | 16–13    |
| ATP World Tour Masters 1000 |               |               |               |               |               |      |          |          |
| Indian Wells Masters        | A             | Q2            | 2R            | 2R            | NR            |      | 0 / 2    | 1–2      |
| Miami Masters               | A             | A             | 1R            | A             | NR            |      | 0 / 1    | 0–1      |
| Monte-Carlo Masters         | A             | A             | A             | A             | NR            |      | 0 / 0    | 0–0      |
| Madrid Masters              | A             | A             | A             | 1R            | NR            |      | 0 / 1    | 0–1      |
| Rome Masters                | A             | A             | A             | 1R            | 1R            |      | 0 / 2    | 0–2      |
| Canada Masters              | A             | A             | A             | 1R            | NR            |      | 0 / 1    | 0–1      |
| Cincinnati Masters          | A             | A             | A             | 3R            | 1R            |      | 0 / 2    | 2–2      |
| Shanghai Masters            | A             | A             | 3R            | 1R            | NR            |      | 0 / 2    | 2–2      |
| Paris Masters               | A             | A             | 1R            | 3R            | 3R            |      | 0 / 3    | 4–3      |
| Vitórias–Derrotas           | 0–0           | 0–0           | 3–4           | 4–7           | 2–3           | 0–0  | 0 / 14   | 9–14     |
| Representação nacional      |               |               |               |               |               |      |          |          |
| Jogos Olímpicos             | A             | Não Realizado | Não Realizado | Não Realizado | Não Realizado |      | 0 / 0    | 0–0      |
| Copa Davis                  | A             | A             | 1R            | QF            | NR            |      | 0 / 2    | 4–3      |
| ATP Cup                     | Não Realizado | Não Realizado | Não Realizado | Não Realizado | SF            |      | 0 / 1    | 2–2      |
| Vitórias–Derrotas           | 0–0           | 0–0           | 0–3           | 4–0           | 2–2           | 0–0  | 0 / 3    | 6–5      |
| Estatísticas da carreira    |               |               |               |               |               |      |          |          |
|                             | 2016          | 2017          | 2018          | 2019          | 2020          | 2021 | Carreira | Carreira |
| Torneios                    | 0             | 5             | 20            | 23            | 8             | 1    | 57       | 57       |
| Títulos                     | 0             | 0             | 0             | 3             | 0             | 1    | 4        | 4        |
| Finais                      | 0             | 0             | 2             | 4             | 1             | 1    | 8        | 8        |
| Vitórias–Derrotas no Geral  | 0–0           | 2–5           | 28–23         | 41–20         | 13–10         | 5–0  | 89–58    | 89–58    |
| Vitória %                   | –             | 29%           | 55%           | 66%           | 33%           | 100% | 60.54%   | 60.54%   |
| Ranking ao final do ano     | 349           | 208           | 31            | 18            | 23            |      |          |          |

## Recorde contra outros jogadores

### Recorde contra jogadores top 10
Recorde de De Minaur contra aqueles que já figuraram no top 10 do ranking da ATP, com os que estão em negrito já rankeados como No. 1.
- Richard Gasquet 2–0
- David Goffin 2–0
- Andrey Rublev 2–0
- Denis Shapovalov 2–0
- Gilles Simon 2–0
- Roberto Bautista Agut 2–1
- Karen Khachanov 1–0
- Andy Murray 1–0
- Milos Raonic 1–0
- Fernando Verdasco 1–0
- Marin Čilić 1–1
- Grigor Dimitrov 1–1
- Kei Nishikori 1–1
- Alexander Zverev 1–4
- Tomáš Berdych 0–1
- Matteo Berrettini 0–1
- Pablo Carreño Busta 0–1
- Juan Martín del Potro 0–1
- Roger Federer 0–1
- Fabio Fognini 0–1
- Jo-Wilfried Tsonga 0–1
- John Isner 0–2
- Daniil Medvedev 0–3
- Rafael Nadal 0–3
- Dominic Thiem 0–4
- Stefanos Tsitsipas 0–5

* Desde 19 de junho de  2021

### Vitórias sobre top 10
- De Minaur possui o recorde de 4–15 (21.1%) contra jogadores, que no momento da partida, estavam rankeados no top 10.

| Temporada | 2015 | 2016 | 2017 | 2018 | 2019 | 2020 | 2021 | Total |
| Vitórias  | 0    | 0    | 0    | 0    | 3    | 1    | 0    | 4     |

| #    | Jogador               | Ranking | Torneio                     | Superfície | Rd | Placar             |
| ---- | --------------------- | ------- | --------------------------- | ---------- | -- | ------------------ |
| 2019 |                       |         |                             |            |    |                    |
| 1.   | Kei Nishikori         | No. 7   | US Open, Estados Unidos     | Duro       | 3R | 6–2, 6–4, 2–6, 6–3 |
| 2.   | Roberto Bautista Agut | No. 10  | Zhuhai Championships, China | Duro       | SF | 6–2, 6–2           |
| 3.   | Roberto Bautista Agut | No. 10  | Paris Masters, França       | Duro (i)   | 2R | 7–6(7–2), 7–6(7–1) |
| 2020 |                       |         |                             |            |    |                    |
| 4.   | Alexander Zverev      | No. 7   | ATP Cup, Austrália          | Duro       | GS | 4–6, 7–6(7–3), 6–2 |

* Desde 24 de outubro de  2020.